# Famille de Valbelle
Cette page explique l’histoire ou répertorie les différents membres de la famille de Valbelle.
Pour les articles homonymes, voir Valbelle (homonymie).
La famille de Valbelle est une famille noble éteinte de Provence, issue de Barthélémy Valbelle, maître savetier au Bausset.

## Généralités
Le père Léotard, ainsi que MM. de Ruffi, père et fils, font remonter l'origine des Valbelle aux anciens vicomte de Marseille. La fausseté de la généalogie qu'ils ont fait publier est manifeste. La basse extraction des Valbelle, est révélée par les publications du grand avocat Étienne Bertrand, et du professeur émérite à l'Université de Provence, Monique Cubells,,.

« La licence et corruption du temps a été cause aussi que plusieurs, sous prétexte de ce qu'ils ont porté les armes pendant les troubles, ont usurpé le nom de gentilhomme pour s'exempter indûment de la contribution aux tailles. »

C'est bien de cette manière que la famille de Valbelle inaugure sa brillante destinée:
- Barthélémy Valbelle, maître savetier au Bausset, d'où :
  - Jean Valbelle, travailleur et nourriguier (éleveur de bétail), d'où :
    - Barthélémy Valbelle, syndic de la Cadière en 1477, d'où :
      - Honoré Valbelle, apothicaire à Marseille, épouse 1) Marguerite Ferlet 2) Alayonne d'Arsaqui ; deuxième consul de Marseille en 1527 et 1528, fermier de la chapellenie des Accoules, puis de l'abbaye de Saint-Victor pour ses biens de la Cadière, fermier de la gabelle de Marseille en 1538, il vend sa boutique en 1531, d'où :
        - Cosme de Valbelle (filleul de Cosme de Médicis, abbé de Saint-Victor) ; d'abord fermier de l'abbaye ; puis il entra dans la carrière des armes au moment des guerres de religion, fut lieutenant de galère ; pannetier ordinaire du roi ; qualifié capitaine et écuyer dans les actes notariaux de la fin du XVIe siècle ; épouse en 1539 Françoise Huc, fille de Jean, marchand drapier[9].

Cette famille fournit au royaume de France une série de marins valeureux et dévoués, commandant presque toujours des galères construites et armées à leurs frais.

## Filiation

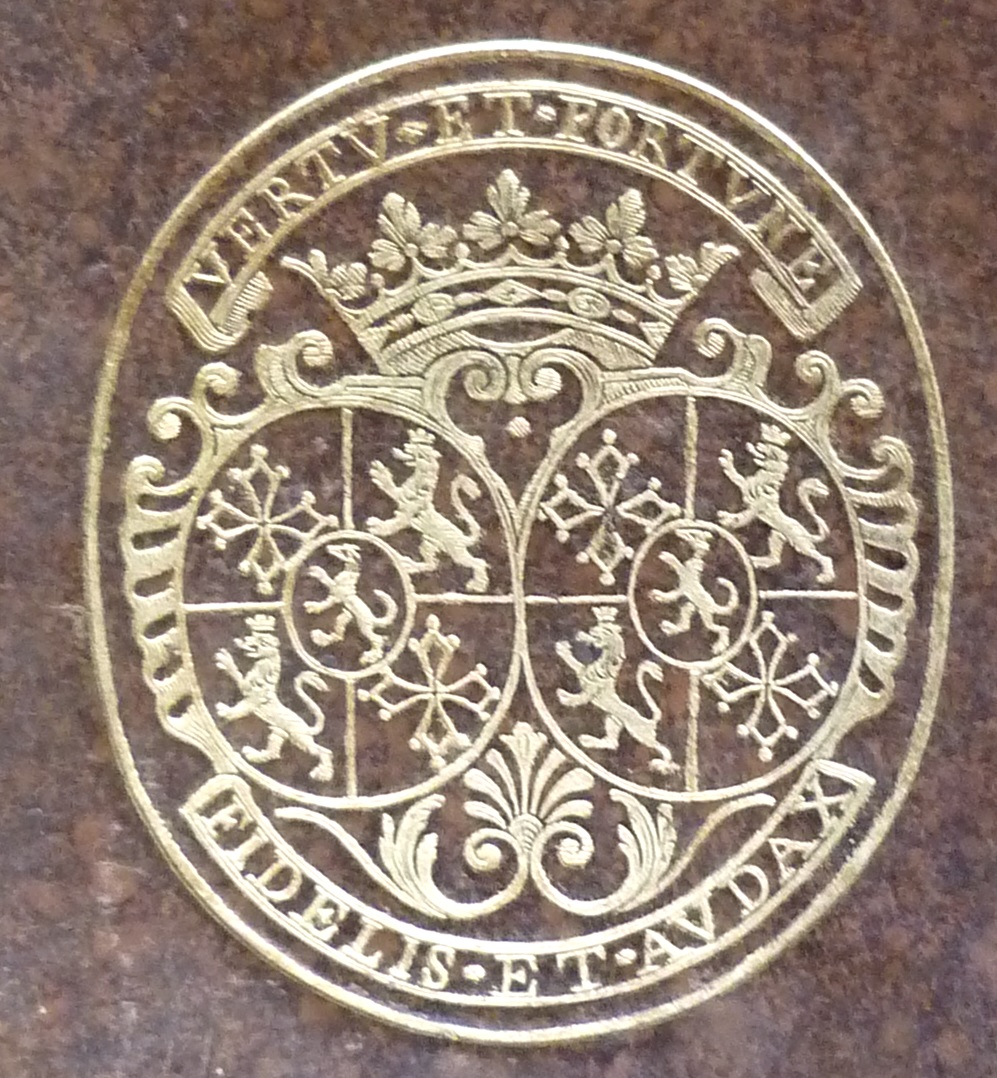
Livre aux armes de Marguerite-Delphine de Valbelle, dame de Tourves, cousine éloignée et épouse d'André Geoffroy de Valbelle.

### Origines
Cosme de Valbelle, lieutenant de galère, né vers 1520 à Marseille, épouse en 1539 Françoise Huc, fille de Jean, marchand drapier. Il est l'auteur des trois branches.

### Branche aînée (Valbelle-Les Baumelles)
L'ainé Antoine, fut l'auteur de la branche des Baumelles et d'Aiglun, qui s'éteignit en 1717.

### Branche cadette (Tourves)
Léon, un autre fils, fut l'auteur de la branche des marquis de Tourves (titre créé par lettres patentes de 1678). Elle donna deux présidents au Parlement de Provence (1686 et 1718).

### Branche de Meyrargues et de Montfuron
Barthélémy, un troisième fils, épousa en 1597 à Marseille, Aymare Cabre de Roquevaire-Saint-Paul et donna les seigneurs de Meyrargues et de Rians. D'où : des Conseillers au Parlement de Provence et les titres de Premier baron du Dauphiné et de Grand Sénéchal de Marseille. Cette branche s'éteignit en 1778. Et le rameau des marquis de Montfuron (terre érigée par lettres patentes de 1690) qui donna l'évêque d'Alès au XVIIe siècle et s'éteignit en 1732.

### Alliances notables
Les Valbelle se sont alliés aux :
Félix du Muy, famille de Pontevès, famille d'Albon, Fabri  de Rians, Doria, maison de Castellane, famille de Simiane, maison de Vintimille du Luc, famille de Brancas, famille Galléan, famille de Bouliers.

## Personnalités

### Les ecclésiastiques
- Louis-Alphonse de Valbelle (1677-1708), évêque de Saint-Omer
- François de Valbelle-Tourves (1708-1727) évêque de Saint-Omer
- Joseph-Alphonse de Valbelle-Tourves (1727-1754) évêque de Saint-Omer

### Les militaires
- Jean-Baptiste de Valbelle (1627-1681), officier de marine de Louis XIV,
- Pierre-Bruno de Valbelle (1638-1702), reçu de minorité en 1641 dans l'ordre de Saint-Jean de Jérusalem[12], chef d'escadre
- Joseph-Alphonse-Omer de Valbelle (1729-1778), marquis de Rians, de Tourves et de Montfuron, comte de Valbelle, d'Oraison et de Cadarache.

### Autres
- Joseph-Anne de Valbelle de Tourves, Président à mortier au Parlement de Provence (1686).
- Cosme de Valbelle, comte de Sainte-Tulle, Président à mortier au Parlement de Provence (1718).
- Mademoiselle Clairon (1723-1803), actrice, qui eut pendant dix-neuf ans une liaison tumultueuse avec Joseph-Alphonse-Omer, comte de Valbelle et marquis de Rians.

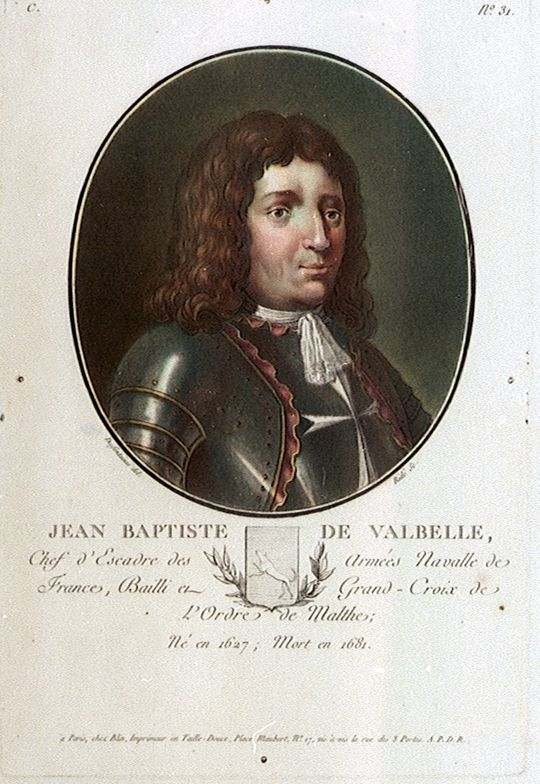
Jean-Baptiste de Valbelle, (1627-1681)
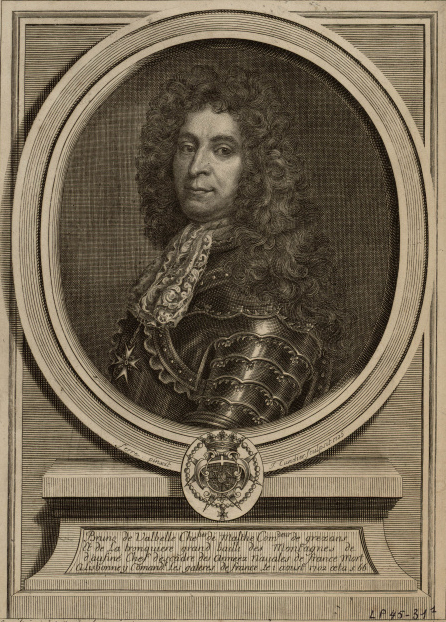
Pierre-Bruno de Valbelle (1638-1702), chevalier de Malte, chef d'escadre
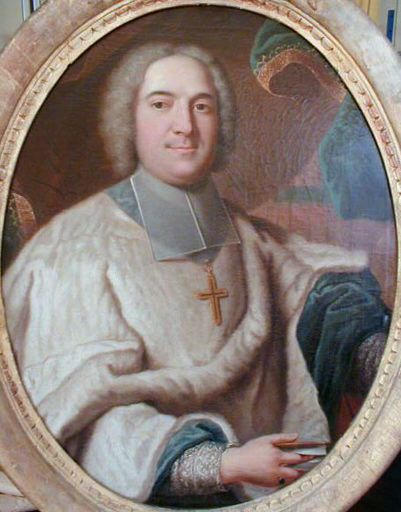
Louis-Alphonse de Valbelle (1677-1708)

## Titres
- Marquis de Rians, comte de Ribiers, baron de Meyrargues ;
- Marquis de Tourves, baron de La Tour ;
- Marquis de Montfuron, comte de Ribiès

## Châteaux, seigneuries, terres

### Châteaux & hôtels
- Château de Valbelle[13] à Tourves dans le Var

- Hôtel de Valbelle (Aix-en-Provence)

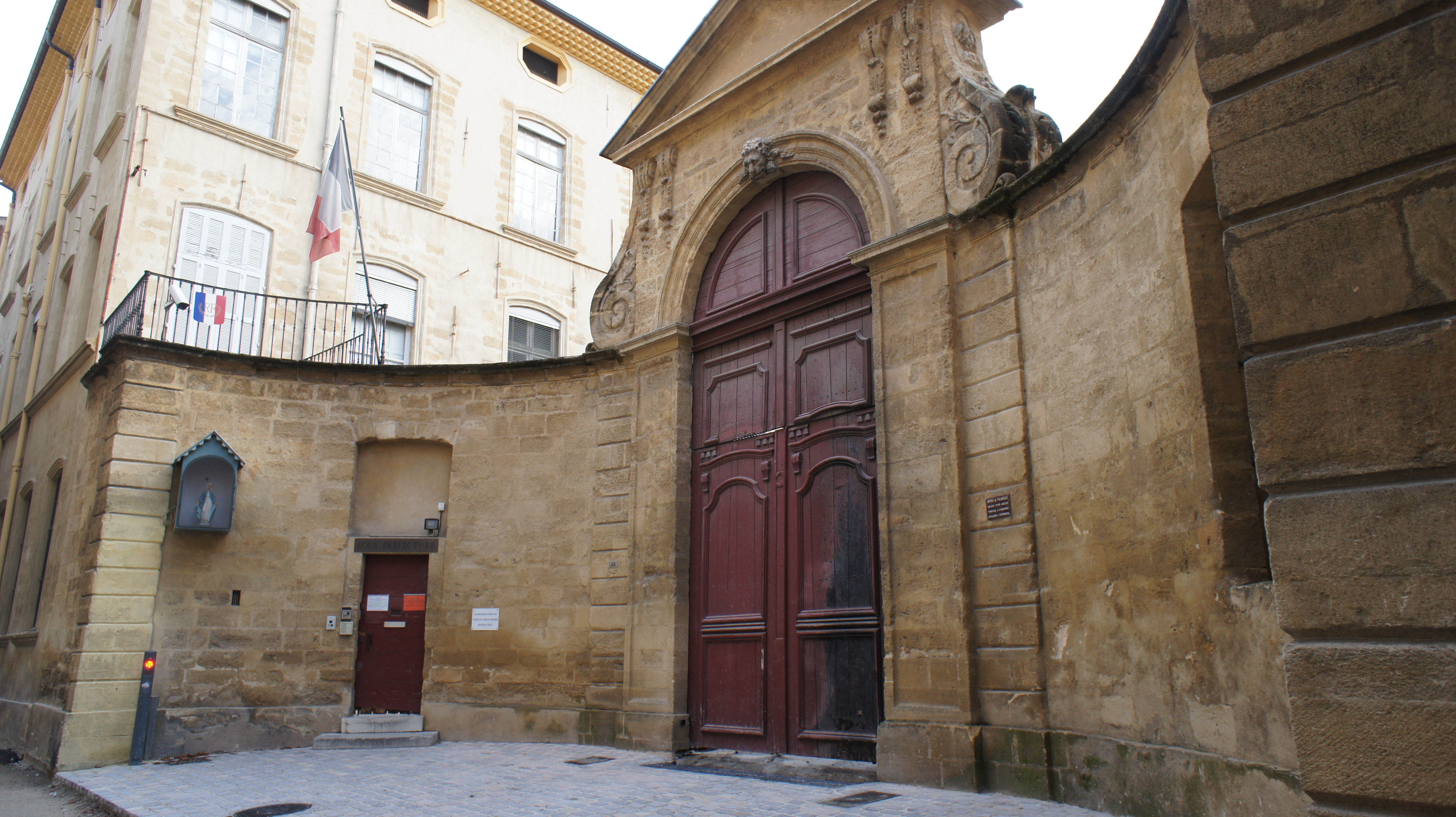
Hôtel de Valbelle

### Terres
- Valbelle, La Garde, Les Baumelles (à Lourmarin ?), Saint-Symphorien,
- Tourves, La Tour,
- Montfuron, Ribiès,
- Rians, Ribiers, Meyrargues,
- Domaine de Cadarache,
- Sainte-Tulle,
- Entrepierres,

## Armoiries
| Figure | Armes de la famille de Valbelle |
|        | Famille de Valbelle D'azur, à un lévrier rampant d'argent, colleté de gueules. - « Alias » : D'azur au lévrier en pied d'argent. CimierUne Lucrèce qui se donne un coup de poignard d'une main et de l'autre tient une palme et une branche de laurier entrelacées. CriVERTU ET FORTUNE ! SupportsDeux Fortunes tenant chacune une palme et un rameau de laurier entrelacés. Devise« Fidelis et Audax » |
|        | Famille de Valbelle de Rians Écartelé: aux 1 et 4, de gueules, à la croix de Toulouse d'or (de Forcalquier) ; aux 2 et 3, de gueules, au lion d'or, armé, lampassé et couronné du même (vicomtes de Marseille). Sur le tout d'azur, au lévrier d'argent, colleté de gueules., CouronneDe duc ; SupportsLes deux Fortunes.                                                                               |
|        | Pierre-Bruno de Valbelle (1638-1702), Commandeur de Tronquière et de Gresans[réf. nécessaire], chef d'escadre D'après son portrait (plus haut)Sous le chef de la Religion :[réf. nécessaire] écartelé: aux 1 et 4, de gueules, à la croix de Toulouse d'or; aux 2 et 3, de gueules, au lion d'or, armé, lampassé et couronné du même. Sur le tout d'azur, au lévrier d'argent, colleté de gueules.      |